# Castelo de Aljustrel
O Castelo de Aljustrel é uma estrutura histórica na vila e no Município de Aljustrel, no Distrito de Beja, em Portugal. Do castelo restam apenas algumas ruínas e a Igreja de Nossa Senhora do Castelo, que é considerada como um dos principais marcos da vila. As ruínas do castelo e a Igreja formam um só conjunto, classificado como Imóvel de Interesse Público. Apesar do local ser ocupado desde a pré-história, o castelo em si só foi construído durante o período muçulmano, tendo sido tomado em 1234, como parte do processo da Reconquista cristã. Aljustrel foi uma destacada base militar durante o processo de reconquista do Alentejo e do Algarve, mas perdeu a sua importância após o final daquele conflito, tornando-se apenas numa simples comenda da Ordem de Santiago, pelo que o castelo entrou em declínio. A colina voltou a ganhar relevo no século XIV, com a construção do importante santuário mariano de Nossa Senhora do Castelo.

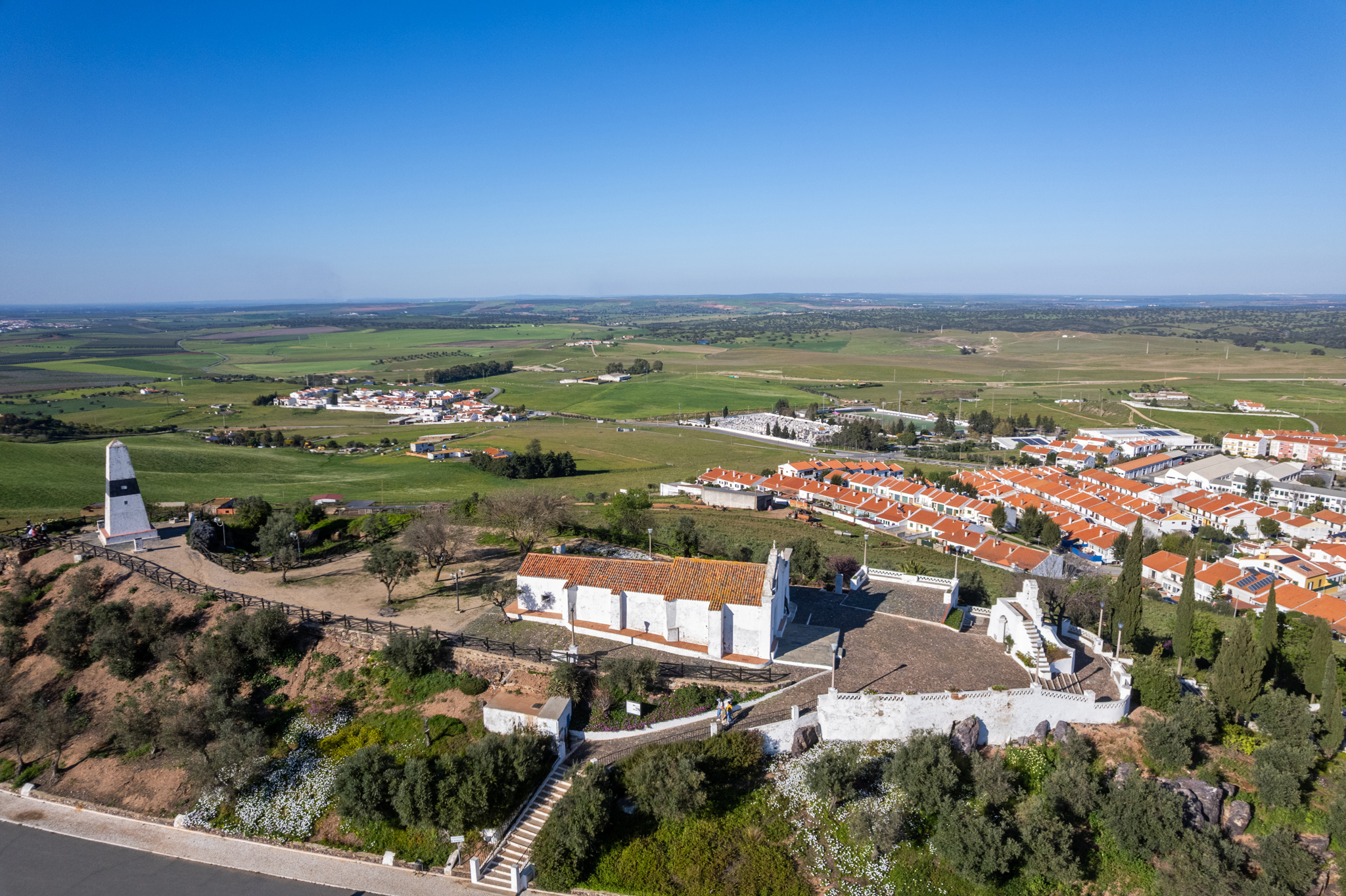
Topo da colina em 2025, sendo visível a igreja, o marco geodésico e o terreiro. Era neste local que se encontrava o Castelo de Aljustrel.

## Descrição

### Localização e vestígios do castelo
O sítio arqueológico está situado no topo de uma colina de forma sensivelmente oval, com cerca de 100 m de comprimento por 30 m de largura, e 247 m de altura, permitindo dominar toda a área em redor, e ao mesmo tempo oferecer boas condições naturais de defesa. Em termos geológicos, tanto o cerro do castelo com o da Mangancha, situado nas proximidades, possuem afloramentos de natureza manganesífera, motivo pelo qual foram alvo de explorações mineiras. O topo é parcialmente ocupado por um terreiro, onde se encontra a igreja, sendo o acesso ao local feito por um grande escadório, dividido em patamares, que parte da Rua de Nossa Senhora do Castelo, na base da colina. No topo do escadório encontra-se um arco encimado por uma sineira, decorado por volutas. Este sino era utilizado para chamar a população para os serviços religiosos, e dar o alarme em caso de incêndios. Junto ao escadório encontra-se um cruzeiro barroco, com base de planta quadrada e três registos, suportando uma cruz latina em cantaria. No local destaca-se igualmente o marco geodésico, conhecido como gurita ou guarita, e que foi instalado em 1802, sendo um dos mais antigos em território nacional.
Os vestígios do antigo castelo são principalmente compostos pelos embasamentos de duas torres de forma quadrangular, e parte de um pano de muralha, encerrando uma plataforma com cerca de 3 mil m². Os vestígios das fundações e das muralhas encontram-se nas vertentes a Noroeste, Nordeste e Sudeste, e o muro que encerra o escadório foi parcialmente construído em cima de antigas estruturas do castelo. Num dos ângulos da muralha, no lado ocidental da fortaleza muçulmana, constatou-se que tinham sido adicionadas várias camadas de alvenaria sobre as muralhas já existentes, no sentido de as tornar mais elevadas. As muralhas foram fabricadas em taipa e cal, com grandes pedras inseridas na massa, formando um tipo de betão. Este sistema não está relacionado com as tipologias de taipa em terra, de menor resistência, nem com outros sistemas de taipa em betão, estando mais próximo dos aparelhos em cal e pedra, que utiliza uma grande quantidade de cal e apresenta uma compactação bastante alta. Também não foram encontrados quaisquer indícios de fundações, nem dos sinais negativos para apoio das estruturas de cofragem, pelo que esta terá sido feita em aberto, método utilizado durante o período romano.
Também foram encontrados indícios de edifícios residenciais, e de uma lareira de forma circular, com uma estrutura de pedras de pequenas dimensões, que ainda tinha alguns restos de carvão. Alguns destes recintos habitacionais estavam anexos às muralhas no lado ocidental da muralha, tendo sido igualmente descoberto um forno para pão nesta área. Parte das estruturas islâmicas, situadas na parte mais elevada do cerro foram sobrepostas por novos edifícios construídos após a reconquista do castelo, cujas ruínas foram por seu turno parcialmente aniquiladas com a instalação do marco geodésico, em 1802. As paredes destes edifícios também foram construídas em taipa, sobre fundações em alvenaria de pedra. As muralhas islâmicas não possuíam adarve nem merlões, embora possa ter existido um caminho de ronda parcial, formado por uma estrutura de madeira sobre muros. Com efeito, o sistema defensivo islâmico de Aljustrel é considerado antiquado em relação à época, baseando-se principalmente em condições naturais de defesa, e sem estruturas avançadas que permitissem uma maior resistência contra os invasores, como barbacãs ou torres albarrãs. No espaço do antigo castelo islâmico foram descobertos igualmente vestígios de fortificações cristãs, que seria possivelmente um alcácer com uma torre de menagem.
Durante as escavações arqueológicas de 2007 a 2010 foram identificadas duas ruas que se cruzavam em ângulo recto, sendo uma destas curva e perpendicular à muralha, com um pavimento em lajes de médias dimensões, e um canal para esgoto no centro. Este canal foi concebido de forma a ter um declive ligeiro, de forma a permitir o escoamento das águas pluviais, e ligava-se a um outro canal aberto na base da muralha. A outra rua seguia junto a um afloramento de jaspe, que foi escavado no sentido de servir como parede traseira para alguns compartimentos, sendo ainda visíveis os restos dos muros de alvenaria que foram construídos para colmatar as falhas no afloramento rochoso. Estes compartimentos seriam provavelmente residências de uma só divisão, embora tenham sido construídas com um aparelho bem elaborado, em forma de espinho e com umbrais bem definidos. Neste local foram encontrados indícios da reocupação após a conquista do castelo, uma vez que os compartimentos foram entulhados e depois reutilizados como lixeira, onde foram descobertas peças de cerâmica do período baixo-medieval cristão. Ambas as artérias eram ladeadas por edifícios, destacando-se um que tinha uma planta de planta de forma rectangular, e uma porta para a rua com soleira e o umbral formados por lajes. A ideia geral que se obtém com as escavações arqueológicas permite concluir que o povoado islâmico, apesar das suas reduzidas dimensões, estava muito bem organizado e concentrado, aproveitando ao máximo o espaço num local de orografia difícil, deixando apenas pequenos espaços disponíveis entre os afloramentos de jaspe, nas cotas mais elevadas, e os declives abruptos. Estas dificuldades foram vencidas através da instalação de edifícios adaptados às cotas do terreno, nalguns casos sobre plataformas artificiais, e divididos por uma malha de ruas em rampa. As reduzidas dimensões da povoação islâmica, e o relativo atraso tecnológico do castelo para a época, podem sugerir que nessa altura Aljustrel era mais importante do ponto de vista administrativo ou militar do que económico, controlando uma vasta região de interesse estratégico, por se situar num ponto central, entre os rios Sado e Guadiana, no percurso entre Mértola e a foz do Rio Tejo, e entre Beja e a costa atlântica.
O espólio encontrado nas escavações arqueológicas inclui um elemento de mó, uma lúnula, uma colher em cerâmica, vários vidrados do período islâmico e posteriores, fragmentos de osso, além de várias peças líticas, como lâminas em silex, lascas em quartzo, e um fragmento de enxó em pedra polida.

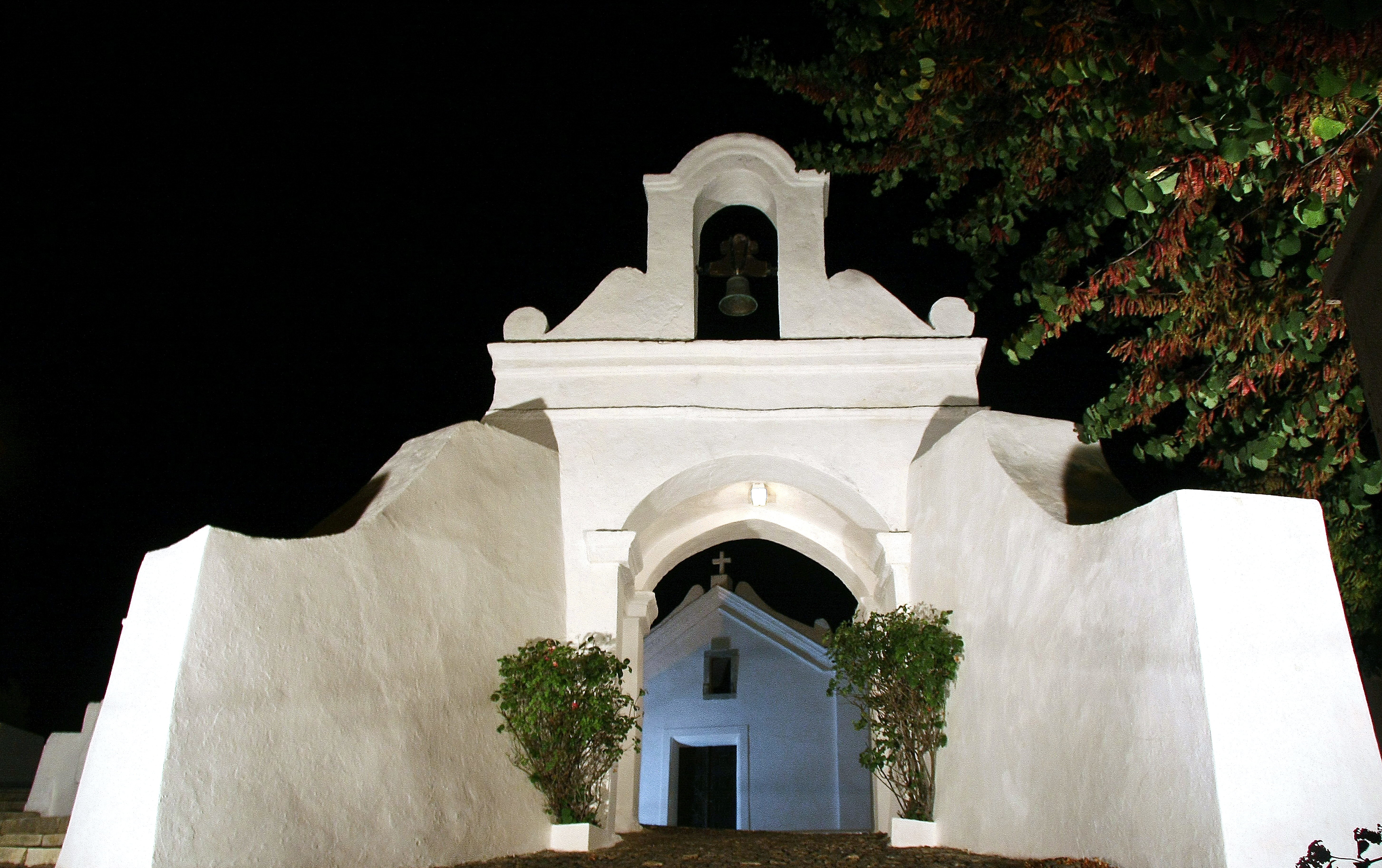
Arco de acesso à igreja, em 2013

### Santuário
Sobre as ruínas da antiga fortaleza encontra-se o Santuário de Nossa Senhora do Castelo, uma igreja de peregrinação, que se integra no estilo barroco. O imóvel é composto por uma só nave, capela-mor, sacristia e uma antiga casa para romeiros. A fachada principal está dividida em duas partes, uma correspondente à nave, enquanto que ao lado encontra-se a casa dos romeiros. A fachada da nave tem um só pano ladeado por pilastras, terminando numa empena com uma cruz no topo e decorada com volutas, enquanto que nos vértices das pilastra, encontram-se acrotérios rematados por pináculos. Nesta fachada abrem-se um portal e uma janela de verga recta. A fachada lateral esquerda é pontuada por contrafortes de configuração diferente. Na frontaria está inscrito o ano de 1946, para comemorar a cerimónia de coroação de Nossa Senhora de Fátima por parte de um legado do papa Pio XII.
No interior, a nave possui duas áreas distintas, correspondendo ao espaço primitivo e a uma antiga galilé que foi fechada e integrada no corpo da igreja, sendo ambas ligadas por um arco de volta perfeita. Esta última tem uma abóbada de berço, enquanto que a nave original termina numa abóbada de cruzaria sobre mísulas de configuração troncocónica, podendo esta estrutura ser uma das poucas partes sobreviventes da destruição causada pelo Sismo de 1755. No lado da Epístola encontra-se um púlpito, enquanto que na parede oposta abre-se uma capela. A nave está decorada com azulejos do século XVII, polícromos e com motivos de maçarocas, simulando o estilo de uma tapeçaria. O investigador Santos Simões, na sua obra Azulejaria Portuguesa, destacou estes azulejos pelo seu «impecável estado de conservação e pela meticulosa colocação».
Originalmente a cobertura da nave também estava ornamentada com pinturas murais, mas estas foram quase totalmente ocultas por várias camadas de cal. A capela-mor está dividida da nave por um arco triunfal de volta perfeita assente sobre pilastras, e tem uma cobertura em abóbada de berço. O altar apresenta influências barrocas, e o retábulo-mor está decorado com talha branca e dourada, com nichos ornamentados no estilo rococó, encontrando-se no central uma imagem de roca do orago da igreja. Junto à capela-mor e da lateral é visível uma parte do solo rochoso onde está assente o edifício, e que segundo a lenda terá sido o sítio onde apareceu Santa Maria. Segundo uma lenda relatada por frei João de Santa Maria, quem encostar o ouvido à rocha ouve o ruído de um mar situado alegadamente nas profundezas, e se alguma vez esta for arrancada daquele local, sairá dali uma grande quantidade de água, que irá inundar a vila. O padre João Rodrigues Lobato, na sua obra Aljustrel Monografia de 1983, calculou que poderá ter havido uma cisterna subterrânea nas imediações da igreja, estrutura normalmente encontrada nos castelos, e que o movimento do ar por túneis subterrâneos e o fenómeno natural de formação de condensação sobre a pedra poderão ter sido a origem destas lendas.
O Santuário é considerado um dos principais monumentos em Aljustrel, sendo parte do percurso turístico da vila, que também inclui as antigas instalações mineiras e outros pontos de interesse. A colina onde se ergue a igreja também é de grande significado cultural e religioso para a população de Aljustrel, sendo palco de várias lendas e milagres, e tendo ficado registada nas obras de vários escritores nascidos na vila, como Brito Camacho, José dos Santos Luz, João Fortunato, e Francisco Rasquinho. A devoção das populações do concelho pode ser comprovada pelo grande número de ex-votos que se encontram no interior do santuário, que incluem fotografias, jóias, e figuras de cera, destacando-se um quadro do século XIX, com a legenda: é: «Milagre que fez Nossa Senhora do Castelo ao lavrador João Guerreiro, morador no monte de Braz da Gama por lhe haver salvado da morte o seu filho muito querido ao estado de ser julgado falecido: seu pai para comemorar o milagre oferece este quadro». Esta peça é de grande interesse devido à qualidade da pintura, e por permitir identificar o vestuário da época. Durante os importantes festejos de Nossa Senhora do Castelo, a imagem de Nossa Senhora é levada em procissão entre a Igreja Matriz e o santuário, passando por diversas ruas da vila, que são ricamente decoradas para a ocasião. Na sua obra Quadros Alentejanos, o escritor Brito Camacho registou vários milagres feitos por Nossa Senhora do Castelo, que foram contados pela comadre Antónia, incluindo a cura de uma rapariga cujas tranças foram oferecidas à igreja e depois furtadas, e a forma como a santa teria acalmado as águas do oceano durante uma tempestade perto de Sines, salvando desta forma um navio. Segundo João Rodrigues Lobato, a igreja recebia parte dos rendimentos da Herdade do Sobralinho, motivo pelo qual os terrenos ficaram conhecidos como Monte de Nossa Senhora.

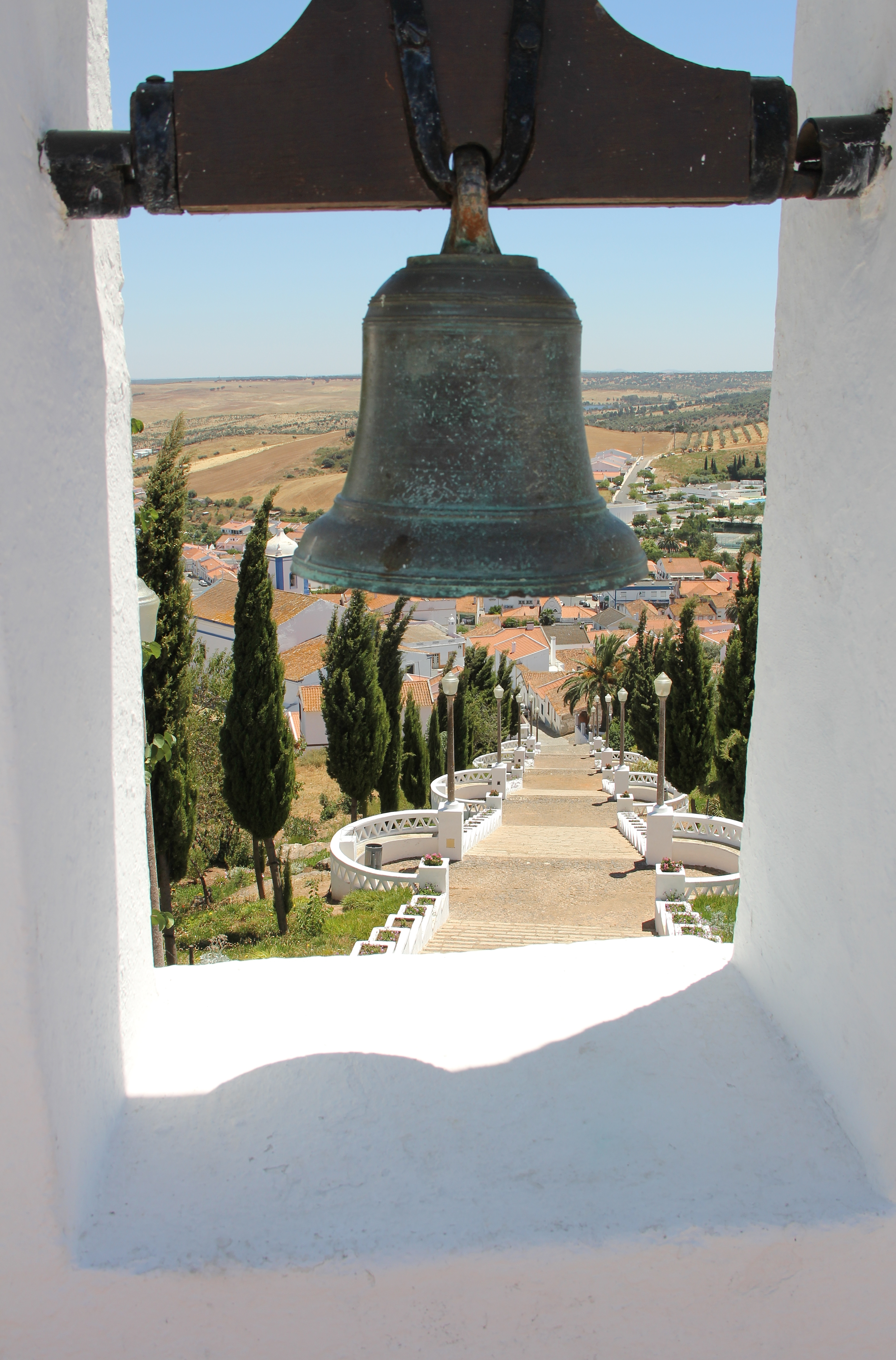
Pormenor do sino no arco no topo da escadaria, em 2011.

## História

### Antecedentes
Os vestígios humanos mais antigos na zona de Aljustrel remontam ao Paleolítico, quando era utilizada como um local de passagem por comunidades de caçadores recolectores. Porém, o estabelecimento de uma população permanente só terá começado nos finais do terceiro milénio a.C., durante o período do Calcolítico, na colina de Nossa Senhora do Castelo, cujos habitantes já praticavam a mineração e transformação do cobre. Esta riqueza mineira, em conjunto com a fertilidade dos solos agrícolas, levaram a uma ocupação contínua da zona de Aljustrel, desde então. Foram encontrados vários vestígios da Idade do Cobre no topo da colina, que foram por seu turno sobrepostos por camadas de materiais do período islâmico. Com efeito, nas escavações arqueológicas de 2007 a 2010 foi descoberto um conjunto de vestígios da Idade do Cobre por debaixo da base da muralha islâmica, que incluía uma grande quantidade de ossos faunísticos e parte de um cadinho de fundição de cobre, que apresenta várias semelhanças com outras peças do mesmo tipo descobertas noutros sítios do mesmo período no Sudoeste da península, como Cabezo Juré (en), em Huelva, e San Blas, em Badajoz. Esta descoberta confirmou que a ocupação humana no Cerro do Castelo iniciou-se devido à presença de afloramentos de sulfuretos polimetálicos, que possuíam óxidos de ferro (gossan) e carbonatos de cobre (malaquita) nas camadas à superfície. A dispersão dos materiais calcolíticos permite avançar a teoria de que o povoado atingiu dimensões consideráveis naquele período, prolongando-se numa área muito superior à que foi posteriormente rodeada pelas muralhas medievais. Porém, não existem certezas sobre se o povoado seria um centro distribuidor de cobre a nível regional, e não foram descobertos quaisquer indícios de muralhas correspondente a esta fase da ocupação.
A povoação transformou-se num importante centro mineiro durante o período romano, sendo conhecida como Vipasca. A colina poderá ter sido ocupada por um castro, que teria sido depois romanizado.

### Período medieval

#### Domínio islâmico
Após o final da civilização romana, a povoação só voltou a ganhar expressividade no século IX, após a conquista islâmica, recebendo o nome de Albasturil. De acordo com os registos arqueológicos, a colina terá começado a ser habitada a partir dessa altura, com os documentos históricos a apontar para um reinício das explorações mineiras durante o período califal (séculos X a XI).
No artigo Sequência arquitectónica do Castelo de Aljustrel, os investigadores Juan Macías, Artur Martins e Josefa Rivero avançaram a teoria de que a área de Aljustrel terá conhecido um grande decréscimo no número de habitantes no período da antiguidade tardia, causado por uma crise na indústria da mineração, levando a profundas alterações nos padrões de povoamento. A partir do século VIII aumentou a insegurança na região, pelo que as populações mudaram-se para locais mais seguros, deslocação que no caso de Aljustrel terá sido da área dos Algares para a colina onde se encontra o Santuário de Nossa Senhora do Castelo. Este clima de insegurança continuou ao longo dos séculos seguintes, tendo um dos principais acontecimentos sido o cerco da cidade de Évora pelo rei asturiano Ordonho II em 913, levando à fuga das populações. Após o ataque, o senhor da cidade islâmica de Bāŷa, correspondente à moderna Beja, Sa‘id b. Mālik, procurou aproveitar a situação para tomar igualmente a cidade de Évora. Neste sentido, pediu ajuda ao seu aliado Mas‘ud b. Sa‘dūn as-Surunbāqī, que nesse momento estava numa fortaleza nas imediações de Santarém, e concedeu-lhe a povoação de Aljustrel. Este ter-se-á instalado na colina de Nossa Senhora do Castelo, local que provavelmente já estava ocupado pelas populações, devido às sas condições de defesa. Foi a partir deste ponto que as-Surunbāqī conseguiu defender a região contra as investidas de Yahya b. Bakr, que liderava a povoação de Ukšūnuba, correspondente à moderna cidade de Faro, no Algarve. Porém, devido à sua excelente administração começou a preocupar os senhores tanto de Faro como de Beja, acabando por ser preso e expulso de Aljustrel, embora tenha sido posteriormente solto por exortação do filho do senhor de Beja. O castelo em si só terá sido construído mais tarde, no século XI ou na segunda metade do século XII, durante uma fase de desenvolvimento das defesas da região do Al-Andalus, perante a pressão da reconquista cristã.  Com efeito, entre o espólio do período islâmico em todo o cerro, o conjunto mais expressivo é referente ao Califado Almóada, correspondente a um período entre a segunda metade do século XII e os inícios do século XIII. Porém de acordo com as várias citações à povoação em documentos islâmicos antigos, esta seria mais antiga, pelo que é muito possível que por debaixo dos níveis almóadas se encontrem estruturas muçulmanas anteriores. Porém, nas escavações arqueológicas na área do castelo só foram encontradas camadas calcolíticas por debaixo das almóadas, sem vestígios de outras épocas. Isto pode ter sido causado pela destruição das antigas estruturas omeidas, califais e taifais aquando das obras durante a época almóada, situação que se verificou igualmente num grande número de sítios arqueológicos no Sul da península. Foram identificadas duas fases durante a ocupação almóada do castelo, uma inicial e outra de reforma, tendo nesta última sido modificadas ou destruídas algumas estruturas primitivas. Estas alterações foram feitas de forma bem organizada, criando plataformas que permitiram expandir a área urbanizada para áreas de declive acentuado junto à muralha, e ao mesmo tempo facilitando o escoamento de águas pluviais, evitando a sua acumulação, que teria efeitos nefastos na estabilidade dos edifícios. A segunda fase abrangeu as unidades residenciais junto à muralha, tendo algumas sido sacrificadas de forma a melhorar as condições de defesa, pelo que estas obras terão sido feitas como parte de preparativos contra as incursões cristãs. Com efeito, foi identificada uma rampa sobre uma casa derrubada, ligando a rua ao topo da muralha, e dois muros paralelos à muralha que poderiam suportar uma estrutura de madeira, que constituiria um adarve. Tanto os muros como as rampas apresentam uma má qualidade no aparelho construtivo, sugerindo que terão sido montados com urgência.
Durante as escavações arqueológicas foram descobertas as ruínas de estruturas residenciais islâmicas, onde foi recolhido um interessante conjunto de espólio, destacando-se as caçarolas com prumos verticais, uma tigela com carena acentuada, e candis e jarros com elementos decorativos estampilhados. Outro vestígio do período islâmico foi um conjunto de silos encontrados na área do castelo.

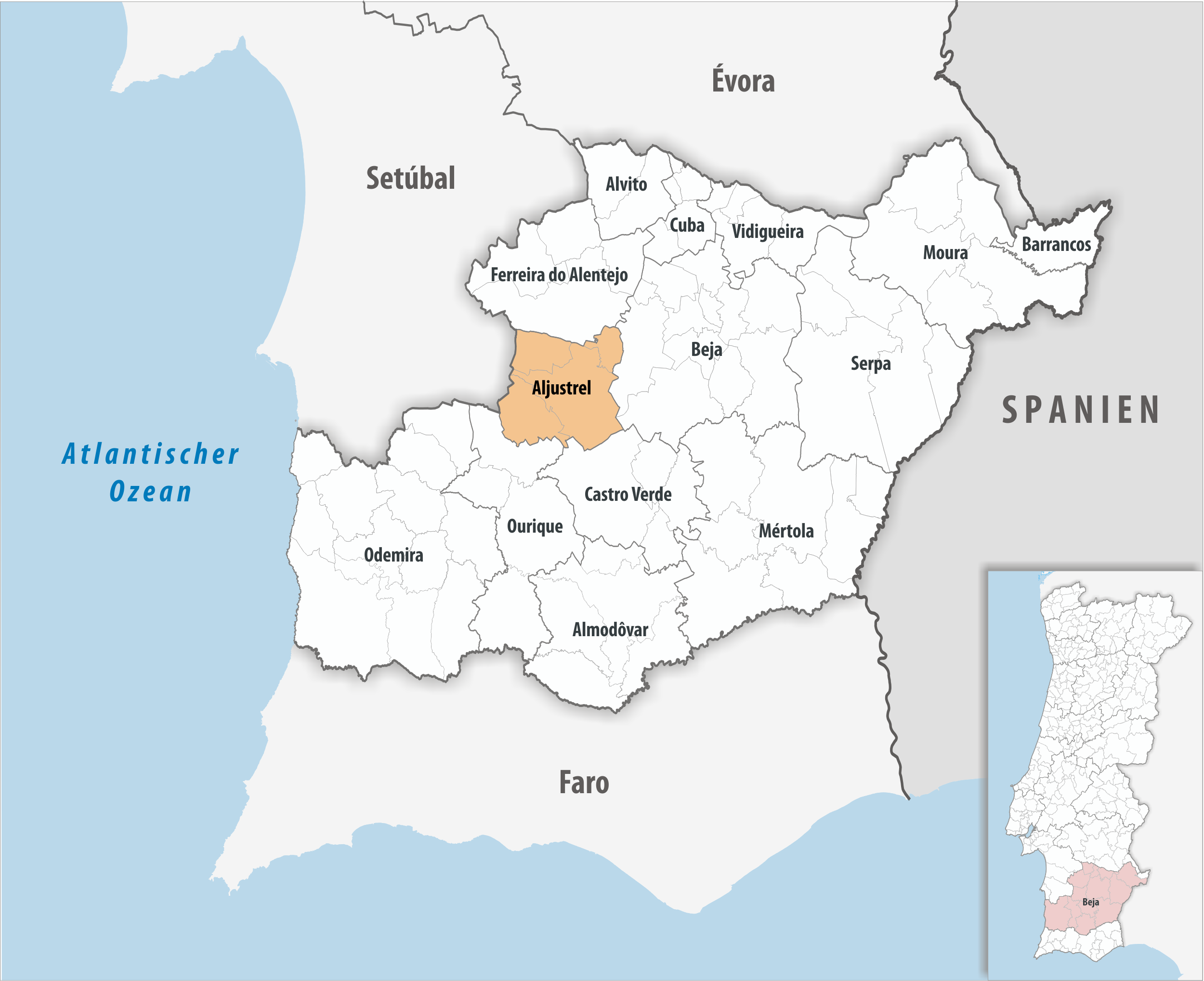
Localização de Aljustrel na região do Baixo Alentejo. Devido à sua posição central no Sul do país, Aljustrel afirmou-se como um importante centro militar nas últimas fases da reconquista em Portugal.

#### Reconquista
A povoação foi tomada em 1234, durante o reinado de D. Sancho II, por cavaleiros da Ordem Militar de Santiago da Espada. A batalha pelo Castelo de Aljustrel é contada numa lenda, que relata como as forças cristãs foram inadvertidamente apoiadas por duas mouras, uma idosa que apontou a colina onde se situava o castelo e assinalou o melhor local para se passar a vau a ribeira, e uma outra que indicou qual era a porta mais utilizada pelas pessoas, quando regressavam dos seus trabalhos, conhecida como Porta Fialha. Segundo a lenda, a segunda moura, com o desgosto de ter ajudado na conquista do castelo, ficou encantada numa pedra que chorava, e que ameaçava inundar a vila caso fosse removida. Esta pedra foi depois abençoada por Santa Maria, embora ainda fizesse um barulho semelhante ao do mar. Este relato é muito semelhante ao da pedra que se encontra no interior da igreja, que também ficou ligada por uma lenda à figura de Nossa Senhora, e também alegadamente se podia ouvir o mar através dela. Quanto à moura idosa, como residia numa habitação já antiga, conhecida como Monte Velho, esta terá sido a origem lendária da moderna povoação de Montes Velhos.
D. Sancho II entregou o castelo à Ordem de Santiago, em conjunto com vastos territórios em redor. O documento de doação é de especial interesse por excluir na doação as termas e as minas, o que demonstra uma vontade de prover à sua exploração, embora tenha concedido aos monges um décimo dos rendimentos. Esta doação foi depois confirmada por D. Afonso III, em 1255. Iniciou-se assim uma nova fase na história de Aljustrel, que esteve ligada à Ordem de Santiago até à sua extinção, em 1834. O grão-mestre, D. Paio Peres Correia, instalou no castelo um convento provisório para os cavaleiros da ordem, tendo voltado a ser um importante centro militar, com a Ordem de Santiago a iniciar ali as suas investidas contra os mouros, levando à conquista de Odemira e a ataques contra outros locais, como Alvor e Estômbar. Aljustrel perdeu a sua importância militar após a tomada do Algarve, que marcou o final da reconquista portuguesa, passando a ser apenas uma comenda menor da Ordem de Santiago. Ainda assim, a ocupação na zona do castelo ter-se-á prolongado até aos finais da época medieval, durante o século XV. Após o castelo ter perdido as suas funções militares, foi alvo de profundas obras por parte da Ordem de Santiago, tendo provavelmente sido montado um pequeno alcácer com torre de menagem, ao qual estão associados alguns compartimentos e um forno para pão. Foi identificada uma esquina aparelhada desta torre, sugerindo uma planta semelhante à da torre no Castelo de Messejana, situado nas proximidades, e igualmente construído pela Ordem de Santiago, pelo que ambas as estruturas poderão ter sido instaladas como parte de um programa daquela ordem militar. A torre de menagem poderá ter sido utilizada como um espaço áulico e de residência dos irmãos da Ordem de Santiago. Neste período já a crista do cerro tinha sido abandonada pelas populações, que se mudaram para as zonas superiores das vertentes, mas o castelo terá continuado a ser ocupado por uma guarnição militar e pelos membros da administração da comenda. Durante esta fase também foi reconstruído o adarve das muralhas, mas o resto do castelo, as casas islâmicas e as ruas não foram reocupadas, passando a ser utilizadas como lixeira.
Entretanto, a Ermida de Nossa Senhora do Castelo foi provavelmente construída no século XIV, tendo sido por diversas vezes alterada ao longo da sua história. Originalmente, o templo era conhecido como Santa Maria do Castelo, tendo mudado de denominação para Nossa Senhora do Castelo nos inícios do século XVI, como pode ser comprovado pelos registos das Visitações. Segundo a tradição popular, a construção do santuário deve-se a uma aparição mariana, após a conquista cristã do castelo. A lenda conta que os construtores pretenderam edificar a ermida num local ligeiramente diferente da colina, deixando no exterior a rocha onde Santa Maria teria aparecido, mas logo que os trabalhadores deixavam o trabalho à noite, as paredes caíam de forma misteriosa. Mudaram assim a construção para o local onde se encontrava a rocha, e a ermida pôde ser terminada sem mais interrupções. A colina e a igreja foram descritos por Frei Agostinho de Santa Maria (1642-1728), texto que foi transcrito pelo jornalista Henriques Marques Junior da revista O Occidente de 20 de Julho de 1914: «... no ponto mais alto desta Villa se vê o Santuario de Nossa Senhora do Castello, onde he buscada de todos aquelles moradores huma milagrosa Imagem da Mãy de Deus, que todos teem por Angelical, porque appareceu em aquele mesmo sitio do seu Castelo, que em algum tempo seria mais forte do que ao presente mostra, pois só se veem humas fracas taypas. He este sitio muito alto e nelle havia penedos grandes ali nascidos, de huma pedra dura e forte a que chamão muar pela sua grande dureza; sobre hum destes penedos he tradição commua e constante, apparecera a Imagem da Senhora do Castelo (titulo tomado do logar da manifestação) e como ali obrasse muitas maravilhas se construiu ali a sua casa, que he huma Ermida bastante, com sua capella mór e se dispôz tudo em forma que o penedo que lhe servia de trono ficasse dentro da Igreja aonde o vemos fóra da capella mór, metido na angra, que divide o corpo da Igreja da capella. He este penedo muyo duro, mas ainda assim os devotos o roção para tirar d'elle alguns pós, que aplicados a várias queixas e principalmente de cezõens, a experiencia mostra ser grande remedio para as lançar fóra. Vê-se a Senhora collocada em hum nicho de vidraças, em meyo do retabulo que he antigo, e n'elle está fechada á chave, mas como são os vidros grandes, se vê a Senhora perfeitamente; he de roca, mas de tão grande formosura que ella devemos crer que os artifices foram do ceu... Eu tive particular gosto de ver aquella Senhora, porque parece estar enchendo de alegria e consolação a todos os que a visitam... Com ser aquella Santissima Imagem de tanta veneração, não faltou huma sacrilega mão, que cega de ambição (para a haver de roubar) lhe quebrou a vidraça e lhe tirou huns brincos ricos que tinha nas orelhas, os quaes lhe havia offerecido uma devota donzella d'aquella terra, e juntamente lhe tirou das contas huma cruz de ouro e não sei se tambem os extremos». O santuário é referido no relato da visitação de 1482 como uma das três ermidas no interior da comenda de Aljustre, sendo as outras a de Capela de São Bartolomeu e Santo Estêvão.

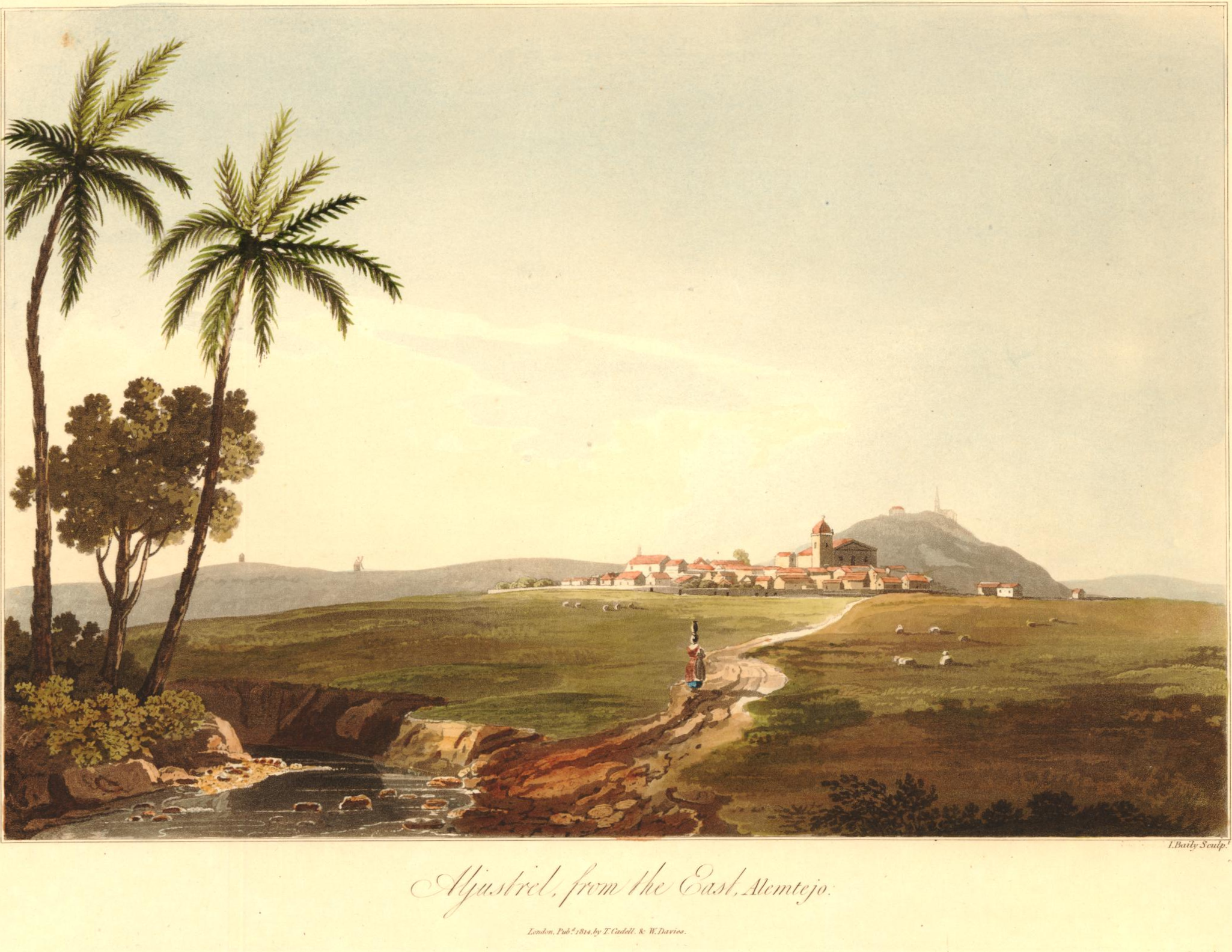
Gravura de Aljustrel, publicada em 1814 pelo artista britânico George Landmann. São visíveis a igreja e o marco geodésico no topo da colina.

### Séculos XVI a XIX
O templo foi novamente mencionado nas visitações de 1510, onde se afirma que a «ermida é tão antiga que não há aí memória de quem a edificasse, mas ao Comendador pertence a administração e a sua conservação», avançando-se a hipótese que teria sido por ordem de D. Paio Peres Correia. Nesta crónica também se faz uma descrição do santuário: «a dita ermida era uma só casa, sem capela mor, tinha um altar de taipa e forrado de tijolo e tinha o dito altar uma imagem de Nossa Senhora de vulto, com um sobrecéu de linho, com os seus alparavazes e costaneira. A ermida era forrada de cortiça pintada de folhagem, tinha boas portas e estava ladrilhada, e as paredes de boa taipa, com alicerces de pedra e tinha de longo seis varas e de largo outras seis». João Rodrigues Lobato avançou a teoria de que este edifício poderá ter sido um aproveitamento do templo islâmico, devido às suas dimensões, planta quadrada e a inexistência de uma capela-mor. Vários vestígios de origem medieval, como fragmentos de peças de cerâmica e ossos de animais, foram encontrados na área envolvente nos finais da década de 1980, durante a abertura de valas para electrificação.
Os registos da Ordem de Santiago dos princípios do século XVI referem que o castelo já estava derrubado e sem as portas. Algumas estruturas sobreviventes foram provavelmente destruídas pelo Sismo de 1522, que também danificou gravemente a ermida, uma vez que a Visitação de 1525 refere que o templo estava arruinado. No censo de 1532, feito durante o mandato do alcaide-mor Martin Vaaz Mascarenhas, refere-se que a o castelo já estava «derribado», e que estava situado «para a parte norte, no mais alto, um tiro de pedra da vila». No ano seguinte foi feita uma nova visitação, cujo relato descreve o altar como tendo um retábulo de três peças, que se fechava, e tinha uma altura de sete palmos, que foi oferecido pelo comendador Martin Vaaz. As peças tinham uma boa pintura a óleo, tendo no centro uma imagem de Nossa Senhora com o Menino Jesus ao colo, enquanto que no lado do Evangelho tinha uma imagem de Nossa Senhora da Saudação, e no lado oposto encontrava-se o nascimento de Jesus Cristo com a Santa Maria e São José.
Em 17 de Fevereiro de 1565 foi assinado o auto da posse do castelo e das casas da comenda de Aljustrel, a favor de «Ruy guaguo, feitor e mordomo do dito senhor dom affonso comendador da comemda desta vylla». No documento, transcrito por Pedro A. de Azevedo num artigo do Archeologo Português, é descrito o castelo e a ermida, fazendo-se referência ao avançado estado de degradação em que se encontrava a fortaleza: «fomos ao castello desta vylla e honde esta hũa hermida de nosa Senhora e o dito castelo he a mor parte delle taypas he entulho e em algũas partes de pedra e barro e tem omde esteve a porta um marmore comprido metydo no cham a parte direita a entrada da porta o quall castello a mor parte dele estava derybado e sem portas».
No século XVII foram colocados os azulejos no interior do santuário. Entre os séculos XVII e XVIII, a igreja foi alvo de extensas obras, tendo sido instalada a escadaria com o arco no topo, e o antigo espaço da galilé passou a fazer parte da nave. O edifício foi muito danificado pelo Sismo de 1755, podendo a abóbada de cruzaria ter sido um elemento sobrevivente do edifício original. Foi posteriormente reconstruído, sendo provavelmente deste período o altar, devido às suas influências barrocas. O cruzeiro terá sido instalado igualmente durante o século XVIII, e o marco geodésico em 1802, tendo a construção deste último destruído alguns vestígios arqueológicos. No número 16 da obra Archivo Historico de Portugal, publicado em Novembro de 1889, o escritor José Garcia de Lima refere que o castelo já estava totalmente arruinado, tendo avançado a teoria de que a sua origem seria pré-romana, devido à sua aparência rudimentar, que considerou inferior às construções romanas e islâmicas. Na segunda metade do século XIX iniciaram-se explorações mineiras de manganês na colina, que prosseguiram de forma intermitente até à década de 1960, e que danificaram parte das antigas muralhas medievais.

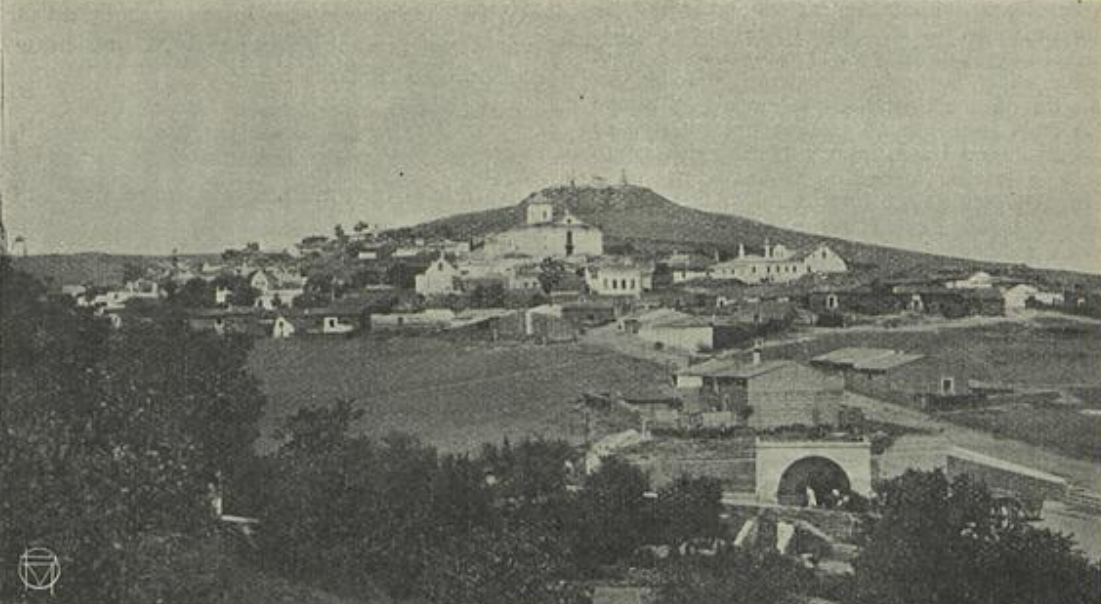
Fotografia de Aljustrel, publicada na revista Occidente em 1914. No centro encontra-se a Igreja Matriz, e no fundo são visíveis o Santuário de Nossa Senhora do Castelo e o marco geodésico.

### Séculos XX e XXI
A escadaria de acesso ao topo da colina foi instalada na década de 1940. Na década de 1960 a área do altar sofreu um desmoronamento, tendo a parte inferior sido reconstruída em alvenaria, enquanto que as madeiras da parte superior foram reaproveitadas, e o retábulo foi reconstituído.
O conjunto do Castelo de Aljustrel e Igreja de Nossa Senhora do Castelo foi classificado como Imóvel de Interesse Público pelo Decreto n.º 26-A/92, de 1 de Junho.
Entre 1989 e 1998, o sítio foi alvo de várias sondagens e escavações arqueológicas, ao abrigo do programa de Estudo e Valorização do Castelo de Aljustrel. Os trabalhos iniciaram-se com uma sondagem em 1989, durante a qual foi feita a limpeza da zona envolvente, para tentar encontrar as antigas muralhas do castelo, tendo sido descobertos vestígios dos períodos calcolíticos e medieval, tanto islâmico como cristão, com uma interrupção durante a Idade do Ferro e a época romana. Em 1992 foram feitas escavações de emergência, devido ao começo das obras para o arranjo paisagístico da colina de Nossa Senhora do Castelo, tendo-se determinado a ocupação do sítio até ao século XV. Os estudos continuaram no ano seguinte, tendo sido recolhidos vários vestígios islâmicos, como cerâmica comum e materiais de construção. Em 1994 foi alargada a zona de escavação, como forma de compreender melhor tanto as estruturas como a ocupação do castelo, levando à descoberta de várias estruturas residenciais, que originalmente tinham paredes de taipa. Os trabalhos continuaram em 1995 e depois tiveram um hiato até 1998, quando foram confirmada a estratigrafia investigada nos anos anteriores, com uma camada de cerâmicas pré-históricas seguida por outras do período medieval. Também nesse ano o castelo foi alvo de uma intervenção de relocalização, identificação e inspecção de sítios, pela divisão de Castro Verde do Instituto Português de arqueologia, onde se classificou o estado de conservação da estação arqueológica como regular. Em 1996, as imagens foram alvo de trabalhos de restauro.
Em 2006 iniciaram-se novas escavações no Morro do Castelo, no âmbito do programa Vipasca, que tinha como principal finalidade investigar a história da mineração em Aljustrel. As escavações foram retomadas entre 2007 e 2010, no âmbito do Plano Nacional de Trabalhos Arqueológicos, tendo começado com uma tentativa de estudo das várias estratigrafias de ocupação, e a sua relação com a indústria mineira de Aljustrel. Esta campanha, realizada igualmente como parte do programa Vipasca, procurou pesquisar por camadas anteriores aos materiais almóadas, com a preocupação de não danificar quaisquer vestígios medievais. Neste sentido, utilizou-se uma metodologia que consistiu em não remover quaisquer unidades construtivas sem fazer anteriormente um plano de consolidação e recuperação, que iria permitir um melhor entendimento sobre a evolução histórica do local. Assim, só depois de toda a área entre as sondagens ser escavada onde foi possível, é que foi iniciada uma nova escavação em maiores profundidades, sem atingir quaisquer estruturas presentes. Em 2008 ampliou-se a área a ser estudada, de forma a tentar perceber a organização dos espaços interiores, tendo sido identificadas várias divisões, incluindo uma possível cozinha, várias ruas e um canal para esgoto. Em 2009 continuou-se a estudar a organização das estruturas internas do castelo, tendo sido identificada parte de muralha de taipa a Norte, sobre um nível calcolítico. As investigações permitiram dividir a construção do castelo em três fases distintas, duas destas relativas ao período almóada e a última já nos finais da época medieval, após a reconquista, embora esta conclusão não seja seguramente confirmada pelos materiais encontrados. A principal estrutura do período medieval cristão terá sido a torre de menagem, que provavelmente serviria de residência e como espaço áulico aos frades da Ordem de Santiago, já durante a fase final do castelo, quando este estaria já a passar por um processo de ruína. As escavações no interior do castelo continuaram em 2010, tendo sido encontrada mais uma camada do nível calcolítico.

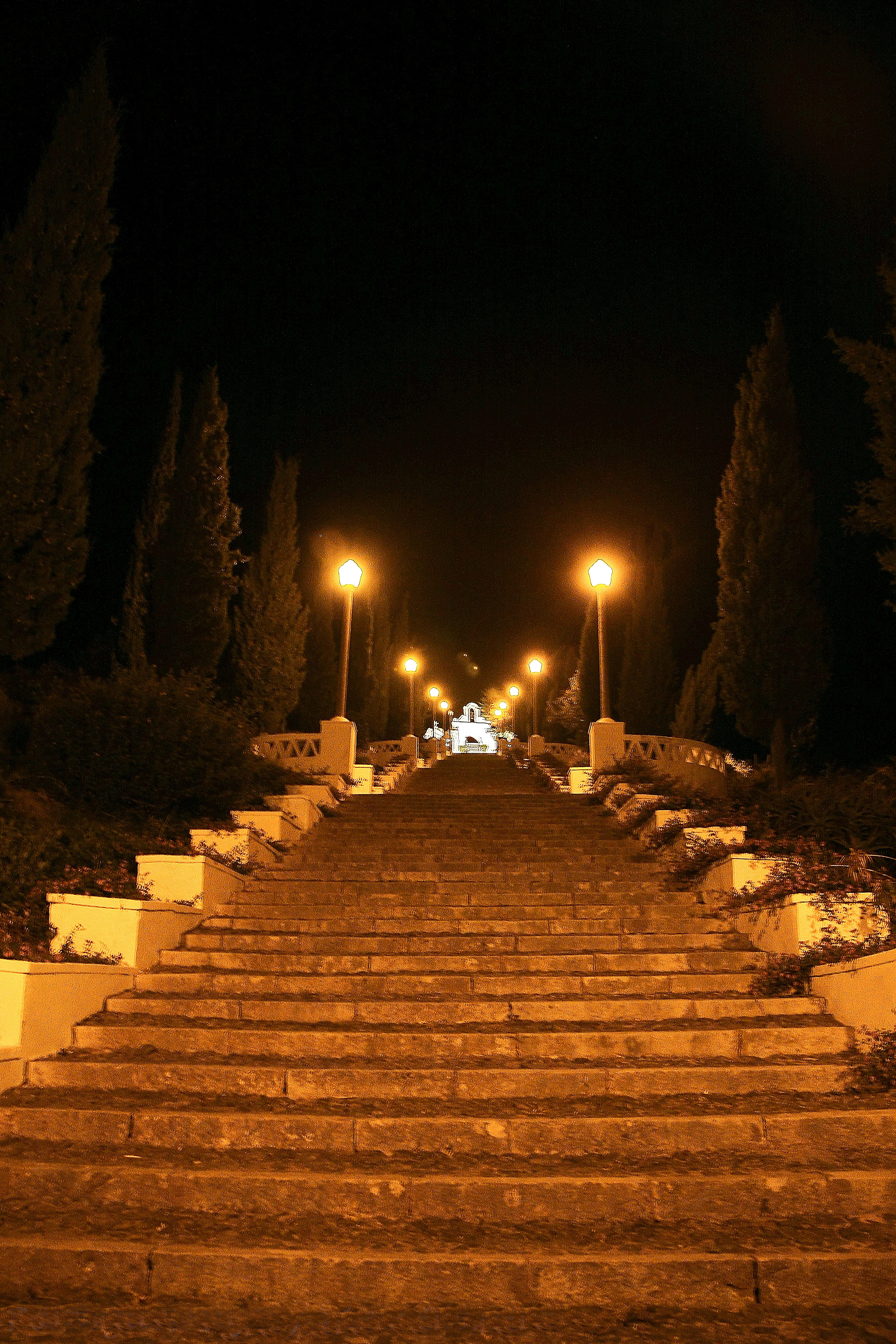
Escada monumental para o topo da colina, em 2013.

## Leitura recomendada
- RAMOS, Carlos; MARTINS, Artur Manuel Gonçalves; MURALHA, João; ESTORNINHO, Alexandra (1993). «O Castelo de Aljustrel campanhas de 1989 e 1992». Vipasca (2). Aljustrel: Câmara Municipal de Aljustrel
- CORREIA, Fernando M. R. Branco (1992). «O Castelo de Aljustrel. Uma tentativa de interpretação». Vipasca (1). Aljustrel: Câmara Municipal de Aljustrel